# Desmia stenizonalis
Desmia stenizonalis là một loài bướm đêm trong họ Crambidae.